# Малий Істок (природний парк)
«Малий Істок» (рос. Малый Исток) — природний парк у Свердловській області на території міста Єкатеринбурга. Утворений у 2004 році. Площа парку - 165,46 га.
Територія парку вкрита сосновим лісом, є ставок на річці Істок. Доступ на територію парку обмежений. Об'єктами охорони в парку є природні комплекси і плямисті олені, яких утримують у вольєрі.